# Skattereformen 2012
Skattereformen 2012 var en dansk skattereform fremlagt i maj 2012 af regeringen Helle Thorning-Schmidt I og vedtaget senere på året. Oplægget kaldtes "Danmark i arbejde".
Den 18. januar 2012 bragte Berlingske Tidende en kronik af skatteminister Thor Möger Pedersen, som omhandlede en kommende skattereform. Den 29. maj 2012 fremlagde regeringen skattereformen. Forhandlingerne mellem de politiske partier resulterede i, at der 22. juli 2012 blev indgået en politisk aftale mellem regeringen (S, SF og R), Venstre og Det Konservative Folkeparti. På baggrund af den politiske aftale sendte regeringen en række udkast til lovforslag i høring i løbet af sommeren, og de endelige lovforslag blev vedtaget i september 2012.
Özlem Cekic fra regeringspartiet SF stemte imod skattereformen, hvilket kostede hende samtlige hendes ordførerskaber. Enhedslisten og Dansk Folkeparti stemte imod store dele af reformen, mens LA undlod at stemme for dele af den.